# Präfinalität
Präfinalität (lateinisch prae ‚vor‘ und finis ‚Ende‘) bezeichnet Zustände oder Prozesse, die kurz vor dem Tod während der Sterbephase auftreten oder ablaufen. Eine Person in dieser Phase kann als Moribundus bezeichnet werden, die beschreibenden Adjektive sind moribund und präfinal.

## Abgrenzung
Von der präfinalen (präterminalen) Phase wird oft eine Phase unmittelbar vor dem Tod abgegrenzt. Diese wird als final oder terminal (bzw. als Finalphase oder Terminalphase) bezeichnet.
Die Palliativmedizinerin Ingeborg Jonen-Thielemann unterschied in ihrem Vier-Phasen-Modell des Sterbens noch genauer. Die letzten drei Phasen in diesem Modell sind die Präterminalphase, die Terminalphase und die Finalphase.